# Darantasia mesosema
Darantasia mesosema är en fjärilsart som beskrevs av Hamsp 1914. Darantasia mesosema ingår i släktet Darantasia och familjen björnspinnare. Inga underarter finns listade i Catalogue of Life.